# Дискография Кельвина Харриса
Дискография шотландского диджея Кельвина Харриса насчитывает семь студийных альбомов, девять мини-альбома, один микс-альбом, пятьдесят девять синглов, двенадцать промосинглов и сорок семь видеоклипов. По состоянию на ноябрь 2014 года Харрис продал 8 176 180 синглов и треков в Великобритании. 
Дебютный студийный альбом Харриса «I Created Disco» был выпущен в июне 2007 года. Альбом достиг восьмой позиции в британском чарте альбомов UK Albums Chart и получил золотой статус от Британской ассоциации производителей фонограмм (BPI). Первые два сингла с альбома, «Acceptable in the 80s» и «The Girls», достигли 10-й и третьей позиций соответственно в британском чарте синглов UK singles chart, а третий сингл, «Merrymaking at My Place», достиг 43-й позиции.
В августе 2009 года Кельвин выпустил свой второй студийный альбом «Ready for the Weekend», который дебютировал на первом месте в UK Albums Chart и получил золотой сертификат от BPI в течение двух месяцев после релиза. «I'm Not Alone», лид-сингл с этого альбома, стал первым синглом Харриса, занявшим первое место в UK Singles Chart в качестве ведущего исполнителя. «Ready for the Weekend» стал вторым синглом с альбома, достигнув третьего места в Великобритании. С альбома были выпущены ещё два сингла, «Flashback» и «You Used to Hold Me», которые достигли 18-го и 27-го мест в британском чарте соответственно.
Третий студийный альбом Кельвина, «18 Months», вышел в октябре 2012 года. В этом альбоме Харрис отходит от вокала, сосредоточившись на музыкальном продюсировании. В Великобритании альбом достиг первой позиции в чарте UK Albums Chart, став вторым релизом подряд возглавлявшим этот чарт. «18 Months» также стал его первым альбомом, попавшим в американский альбомный чарт Billboard 200, достигнув 19-го места , а также второго места в Ирландии, пятого в Австралии и восьмого в Канаде. Лид-сингл с альбома, «Bounce» при участии Келис, достиг второго места в UK Singles Chart и впервые попал в топ-10 в Австралии, заняв седьмое место. Второй сингл, «Feel So Close», также достиг второго места в Великобритании. Песня принесла Харрису международную известность, достигнув пятого места в Новой Зеландии и седьмого места в Австралии. Она также стала его первым синглом, попавшим в американский чарт Billboard Hot 100 в качестве ведущего исполнителя, заняв 12-е место.
В 2011 году Кельвин написал, спродюсировал и принял участие в записи сингла Рианны «We Found Love», который возглавил чарты в 25 странах, включая Великобританию, США, Ирландию и Канаду. Третий и четвёртый синглы с альбома 18 Months, «Let's Go» (при участии Ни-Йо) и «We'll Be Coming Back» (при участии Example), оба достигли второго места в британском чарте, а первый также достиг 17 места в Billboard Hot 100. Пятый сингл с альбома, «Sweet Nothing» при участии Флоренс Уэлч, стал четвёртым синглом Харрис, занявшим первое место в Великобритании, и первым синглом, вошедшим в топ-10 в США. «Drinking from the Bottle» (при участии Тайни Темпа) и «I Need Your Love» (при участии Элли Гулдинг) стали шестым и седьмым синглами с альбома. К апрелю 2013 года оба сингла вошли в британский топ-10, что позволило Харрису войти в историю чартов, став первым артистом, которому удалось восемь раз попасть в топ-10 с песнями с одного студийного альбома, побив предыдущий рекорд Майкла Джексона. Восьмой и последний сингл, «Thinking About You» при участии Аи Марар, достиг восьмой позиции в британском чарте синглов.
Четвёртый студийный альбом Харриса, Motion, был выпущен в октябре 2014 года. Он достиг второго места в британском чарте альбомов и пятого места в американском Billboard 200, став самым успешным альбомом в последнем чарте. Альбом включает синглы, возглавившие британский чарт UK Singles Chart, «Under Control», «Summer» и «Blame», а также сингл, вошедший в топ-10, «Outside». В июле 2015 года Харрис выпустил сингл «How Deep Is Your Love», записанный совместно с Disciples. В течение 2016 года он выпустил ряд синглов — «This Is What You Came For», «Hype» и «My Way», — все из которых стали коммерчески успешными.
Харрис выпустил свой пятый студийный альбом Funk Wav Bounces Vol. 1 в июне 2017 года. Выходу альбома предшествовали синглы «Slide», «Heatstroke», «Rollin» и «Feels». Шестой студийный альбом Funk Wav Bounces Vol. 2 вышел в августе 2022 года. В поддержку альбома вышли «Potion», «New Money» и «Stay with Me». Седьмой студийный альбом Харриса и его первый сборник песен «96 Months», который неожиданно вышел в августе 2024 года и включал в себя большинство неальбомных синглов, выпущенных с июля 2015 года до выхода «Free» в июле 2024 года. В альбом также вошли песни, выпущенные в рамках сайд-проекта Харриса Love Regenerator.

## Альбомы

### Студийные альбомы
| Название                | Информация об релизе                                                                                        | Пиковая позиция в чарте | Пиковая позиция в чарте | Пиковая позиция в чарте | Пиковая позиция в чарте | Пиковая позиция в чарте | Пиковая позиция в чарте | Пиковая позиция в чарте | Пиковая позиция в чарте | Пиковая позиция в чарте | Пиковая позиция в чарте | Продажи                   | Сертификация |
| Название                | Информация об релизе                                                                                        | GB                      | AU                      | BE                      | CA                      | FR                      | DE                      | IE                      | NL                      | NZ                      | US                      | Продажи                   | Сертификация |
| ----------------------- | --- | ----------------------- | ----------------------- | ----------------------- | ----------------------- | ----------------------- | ----------------------- | ----------------------- | ----------------------- | ----------------------- | ----------------------- | ------------------------- | --- |
| I Created Disco         | - Выход: 15 июня 2007 - Лейбл: Fly Eye, Columbia - Форматы: CD, LP, Цифровая дистрибуция                    | 8                       | —                       | —                       | —                       | 95                      | —                       | 34                      | —                       | —                       | —                       | - Великобритания: 223 845 | BPI: Золотой |
| Ready for the Weekend   | - Выход: 14 августа 2009 - Лейбл: Fly Eye, Columbia - Форматы: CD, LP, Цифровая дистрибуция                 | 1                       | 39                      | 74                      | —                       | 139                     | —                       | 6                       | —                       | —                       | —                       | Великобритания: 274 786   | - BPI: Платиновый - ARIA: Золотой - RMNZ: Золотой                                                                       |
| 18 Months               | - Выход: 26 октября 2012 - Лейбл: Deconstruction, Fly Eye, Columbia - Форматы: CD, LP, Цифровая дистрибуция | 1                       | 5                       | 44                      | 8                       | 110                     | 63                      | 2                       | 48                      | 4                       | 19                      | Великобритания: 923 861   | - BPI: 4× Платиновый - ARIA: 2× Платиновый - IRMA: Золотой - MC: 2× Платиновый - RIAA: Платиновый - RMNZ: 3× Платиновый |
| Motion                  | - Выход: 31 октября 2014 - Лейбл: Fly Eye, Columbia - Форматы: CD, LP, Цифровая дистрибуция                 | 2                       | 3                       | 25                      | 2                       | 20                      | 20                      | 5                       | 25                      | 4                       | 5                       | США: 66 000               | - BPI: Платиновый - ARIA: Платиновый - BVMI: Золотой - MC: 2× Платиновый - RIAA: Платиновый - RMNZ: Платиновый          |
| Funk Wav Bounces Vol. 1 | - Выход: 30 июня 2017 - Лейбл: Columbia - Форматы: CD, LP, Цифровая дистрибуция                             | 2                       | 5                       | 25                      | 1                       | 20                      | 29                      | 2                       | 5                       | 3                       | 2                       | США: 23 000               | - BPI: Золотой - ARIA: Золотой - MC: 2× Платиновый - RIAA: Платиновый - RMNZ: 2× Платиновый                             |
| Funk Wav Bounces Vol. 2 | - Выход: 5 августа 2022 - Лейбл: Columbia - Форматы: CD, LP, Цифровая дистрибуция                           | 5                       | 30                      | 112                     | 9                       | 45                      | —                       | 23                      | 28                      | 18                      | 17                      |                           | |
| 96 Months               | - Выход: 9 августа 2024 - Лейбл: Columbia - Форматы: Цифровая дистрибуция                                   | 11                      | 30                      | 79                      | 56                      | —                       | —                       | 6                       | —                       | 20                      | —                       |                           | - BPI: Gold |

### Микс-альбомы
| Год  | Название                                                                                        |
| ---- | ----------------------------------------------------------------------------------------------- |
| 2010 | L.E.D. Festival Presents Calvin Harris - Выход: 1 июля - Лейбл: Mixmag - Форматы: CD, Mixed, CG |

### Мини-альбомы
| Год  | Название                                                                                   |
| ---- | ------------------------------------------------------------------------------------------ |
| 2007 | Napster Live Session - Выход: 25 мая - Лейбл: Columbia - Форматы: ЦД                       |
| 2008 | iTunes Live: Berlin Festival - Выход: 12 мая - Лейбл: Ministry of Sound - Форматы: ЦД      |
| 2009 | iTunes Live: London Festival '09 - Выход: 27 июля - Лейбл: Ministry of Sound - Форматы: ЦД |

## Синглы

### Как главный исполнитель
| Год  | Название                                                                      | Наивысшие позиции в чартах | Наивысшие позиции в чартах | Наивысшие позиции в чартах | Наивысшие позиции в чартах | Наивысшие позиции в чартах | Наивысшие позиции в чартах | Наивысшие позиции в чартах | Наивысшие позиции в чартах | Наивысшие позиции в чартах | Наивысшие позиции в чартах | Сертификации | Альбом                                     |
| Год  | Название                                                                      | UK                         | AUS                        | BEL (FL)                   | CAN                        | FRA                        | GER                        | IRE                        | NLD                        | NZ                         | US                         | Сертификации | Альбом                                     |
| ---- | ----------------------------------------------------------------------------- | -------------------------- | -------------------------- | -------------------------- | -------------------------- | -------------------------- | -------------------------- | -------------------------- | -------------------------- | -------------------------- | -------------------------- | --- | ------------------------------------------ |
| 2006 | «Acceptable in the 80s»                                                       | 10                         | 97                         | —                          | —                          | —                          | 30                         | 30                         | —                          | —                          | —                          | - BPI: Золотой - ARIA: 2× Платиновый | I Created Disco                            |
| 2007 | «The Girls»                                                                   | 3                          | 33                         | —                          | —                          | —                          | —                          | 23                         | —                          | —                          | —                          | - BPI: Серебряный - ARIA: Золотой | I Created Disco                            |
| 2007 | «Merrymaking at My Place»                                                     | 43                         | —                          | —                          | —                          | —                          | —                          | —                          | —                          | —                          | —                          | | I Created Disco                            |
| 2009 | «I'm Not Alone»                                                               | 1                          | 48                         | 13                         | —                          | —                          | —                          | 4                          | —                          | 40                         | —                          | - BPI: Платиновый - ARIA: 2× Платиновый - RMNZ: Золотой | Ready for the Weekend                      |
| 2009 | «Ready for the Weekend»                                                       | 3                          | —                          | —                          | —                          | —                          | —                          | 9                          | —                          | —                          | —                          | - BPI: Серебряный - ARIA: Золотой | Ready for the Weekend                      |
| 2009 | «Flashback»                                                                   | 18                         | 38                         | —                          | —                          | —                          | —                          | 23                         | —                          | —                          | —                          | - BPI: Серебряный - ARIA: Платиновый | Ready for the Weekend                      |
| 2010 | «You Used to Hold Me»                                                         | 27                         | 57                         | —                          | —                          | —                          | —                          | 30                         | —                          | —                          | —                          | - ARIA: Платиновый | Ready for the Weekend                      |
| 2011 | «Bounce» (при участии Келис)                                                  | 2                          | 7                          | 7                          | —                          | —                          | —                          | 6                          | 28                         | 6                          | —                          | - BPI: Платиновый - ARIA: 4× Платиновый - MC: Золотой - RMNZ: Золотой | 18 Months                                  |
| 2011 | «Feel So Close»                                                               | 2                          | 7                          | 25                         | 9                          | 11                         | —                          | 2                          | 15                         | 5                          | 12                         | - BPI: 3× Платиновый - ARIA: 9× Платиновый - BVMI: Золотой - MC: 8× Платиновый - RIAA: 3× Платиновый - RMNZ: 4× Платиновый                                                  | 18 Months                                  |
| 2012 | «Let's Go» (при участии Ни-Йо)                                                | 2                          | 17                         | 31                         | 19                         | 117                        | 59                         | 6                          | 27                         | 14                         | 17                         | - BPI: Платиновый - ARIA: 2× Платиновый - MC: Платиновый - RIAA: Золотой | 18 Months                                  |
| 2012 | «We'll Be Coming Back» (при участии Example)                                  | 2                          | 8                          | —                          | —                          | —                          | —                          | 1                          | 30                         | 16                         | —                          | - BPI: Платиновый - ARIA: 3× Платиновый - MC: Золотой - RMNZ: Платиновый | 18 Months                                  |
| 2012 | «Sweet Nothing» (при участии Флоренс Уэлч)                                    | 1                          | 2                          | 9                          | 15                         | 17                         | 19                         | 1                          | 22                         | 2                          | 10                         | - BPI: Платиновый - ARIA: 6× Платиновый - BEA: Золотой - BVMI: Платиновый - MC: 5× Платиновый - RIAA: 3× Платиновый - RMNZ: 2× Платиновый                                   | 18 Months                                  |
| 2013 | «Drinking from the Bottle» (при участии Тайни Темпа)                          | 5                          | 16                         | 34                         | —                          | 62                         | —                          | 9                          | —                          | 34                         | —                          | - BPI: Платиновый - ARIA: 2× Платиновый - RMNZ: Золотой | 18 Months                                  |
| 2013 | «I Need Your Love» (при участии Элли Голдинг)                                 | 4                          | 3                          | 8                          | 13                         | 10                         | 13                         | 6                          | 29                         | 15                         | 16                         | - BPI: Платиновый - ARIA: 5× Платиновый - BEA: Золотой - BVMI: Платиновый - MC: 4× Платиновый - RIAA: 3× Платиновый - RMNZ: Платиновый                                      | 18 Months                                  |
| 2013 | «Thinking About You» (при участии Айи Марар)                                  | 8                          | 28                         | 20                         | 58                         | 92                         | 56                         | 11                         | 21                         | 40                         | 86                         | - BPI: Платиновый - ARIA: 2× Платиновый - MC: Платиновый - RIAA: Платиновый - RMNZ: Золотой                                                                                 | 18 Months                                  |
| 2013 | «Under Control» (совместно с Алессо при участии Hurts)                        | 1                          | 17                         | 42                         | 82                         | 55                         | 24                         | 5                          | —                          | 31                         | —                          | - BPI: Платиновый - ARIA: 2× Платиновый - BVMI: Золотой - MC: Платиновый - RIAA: Платиновый - RMNZ: Платиновый                                                              | Motion                                     |
| 2014 | «Summer»                                                                      | 1                          | 4                          | 5                          | 3                          | 15                         | 3                          | 1                          | 1                          | 19                         | 7                          | - BPI: 3× Платиновый - ARIA: 7× Платиновый - BEA: Золотой - BVMI: 3× Золотой - MC: 8× Платиновый - RIAA: 6× Платиновый - RMNZ: 3× Платиновый                                | Motion                                     |
| 2014 | «Blame» (при участии Джона Ньюмена)                                           | 1                          | 9                          | 7                          | 11                         | 7                          | 4                          | 5                          | 1                          | 9                          | 19                         | - BPI: 2× Платиновый - ARIA: 4× Платиновый - BVMI: Платиновый - MC: 4× Платиновый - RIAA: 3× Платиновый - RMNZ: 2× Платиновый                                               | Motion                                     |
| 2014 | «Outside» (при участии Элли Голдинг)                                          | 6                          | 7                          | 8                          | 10                         | 19                         | 1                          | 5                          | 7                          | 7                          | 29                         | - BPI: 2× Платиновый - ARIA: 5× Платиновый - BVMI: 3× Золотой - MC: 4× Платиновый - RIAA: 3× Платиновый - RMNZ: 3× Платиновый                                               | Motion                                     |
| 2015 | «Open Wide» (при участии Big Sean)                                            | 23                         | 77                         | —                          | —                          | 37                         | 22                         | 63                         | —                          | —                          | —                          | - ARIA: Золотой - MC: Платиновый - RIAA: Золотой | Motion                                     |
| 2015 | «Pray to God» (при участии Haim)                                              | 35                         | 10                         | —                          | 68                         | 59                         | 23                         | 21                         | 25                         | 39                         | —                          | - BPI: Золотой - ARIA: 2× Платиновый - BVMI: Золотой - MC: Золотой - RIAA: Золотой - RMNZ: Золотой                                                                          | Motion                                     |
| 2015 | «How Deep Is Your Love» (совместно с Disciples)                               | 2                          | 1                          | 1                          | 16                         | 2                          | 4                          | 3                          | 1                          | 2                          | 27                         | - BPI: 3× Платиновый - ARIA: 8× Платиновый - BEA: Платиновый - BVMI: 3× Золотой - MC: Платиновый - RIAA: 4× Платиновый - RMNZ: 4× Платиновый                                | 96 Months                                  |
| 2016 | «This Is What You Came For» (при участии Рианны)                              | 2                          | 1                          | 4                          | 1                          | 5                          | 5                          | 1                          | 3                          | 2                          | 3                          | - BPI: 4× Платиновый - ARIA: 12× Платиновый - BEA: 2× Платиновый - BVMI: 3× Золотой - MC: 4× Платиновый - RIAA: 8× Платиновый - RMNZ: 6× Платиновый - SNEP: Бриллиантовый   | 96 Months                                  |
| 2016 | «Hype» (совместно с Диззи Раскалом)                                           | 34                         | —                          | —                          | —                          | —                          | —                          | 71                         | —                          | —                          | —                          | - BPI: Серебряный - RMNZ: Золотой | Вне альбомный сингл                        |
| 2016 | «My Way»                                                                      | 4                          | 9                          | 5                          | 14                         | 4                          | 5                          | 4                          | 4                          | 10                         | 24                         | - BPI: Платиновый - ARIA: 5× Платиновый - BEA: Платиновый - BVMI: 3× Золотой - MC: Платиновый - RIAA: 2× Платиновый - RMNZ: 3× Платиновый - SNEP: Бриллиантовый             | 96 Months                                  |
| 2017 | «Slide» (при участии Фрэнка Оушена и Migos)                                   | 10                         | 11                         | 10                         | 16                         | 15                         | 25                         | 12                         | 10                         | 8                          | 25                         | - BPI: 2× Платиновый - ARIA: 6× Платиновый - BEA: Платиновый - BVMI: Золотой - MC: 7× Платиновый - RIAA: 5× Платиновый - RMNZ: 5× Платиновый - SNEP: Платиновый             | Funk Wav Bounces Vol. 1                    |
| 2017 | «Heatstroke» (при участии Янг Тага, Фаррелла Уильямса и Арианы Гранде)        | 25                         | 23                         | —                          | 53                         | 23                         | 85                         | 33                         | —                          | —                          | 96                         | - BPI: Серебряный - ARIA: Платиновый - MC: Золотой - RIAA: Золотой - RMNZ: Платиновый                                                                                       | Funk Wav Bounces Vol. 1                    |
| 2017 | «Rollin» (при участии Фьючера и Халида)                                       | 43                         | 40                         | —                          | 36                         | 38                         | 94                         | 38                         | —                          | 34                         | 62                         | - BPI: Серебряный - ARIA: Платиновый - MC: 3× Платиновый - RIAA: 2× Платиновый - RMNZ: Платиновый                                                                           | Funk Wav Bounces Vol. 1                    |
| 2017 | «Feels» (при участии Фаррелла Уильямса, Кэти Перри и Big Sean)                | 1                          | 3                          | 3                          | 5                          | 1                          | 9                          | 3                          | 7                          | 2                          | 20                         | - BPI: 2× Платиновый - ARIA: 6× Платиновый - BEA: Платиновый - BVMI: Платиновый - MC: 6× Платиновый - RIAA: 3× Платиновый - RMNZ: 4× Платиновый - SNEP: Бриллиантовый       | Funk Wav Bounces Vol. 1                    |
| 2017 | «Faking It» (при участии Кейлани и Lil Yachty)                                | 97                         | —                          | —                          | 99                         | —                          | —                          | —                          | —                          | —                          | 94                         | - ARIA: Золотой - MC: Золотой - RIAA: Платиновый - RMNZ: Платиновый | Funk Wav Bounces Vol. 1                    |
| 2017 | «The Weekend (Funk Wav Remix)» (совместно с SZA)                              | —                          | —                          | —                          | —                          | —                          | —                          | —                          | —                          | —                          | —                          | - RIAA: Платиновый - RMNZ: Золотой | Вне альбомный сингл                        |
| 2018 | «Nuh Ready Nuh Ready» (при участии PartyNextDoor)                             | 48                         | —                          | —                          | 83                         | —                          | —                          | 76                         | —                          | —                          | —                          | | 96 Months                                  |
| 2018 | «One Kiss» (совместно с Дуа Липой)                                            | 1                          | 3                          | 1                          | 6                          | 2                          | 1                          | 1                          | 6                          | 1                          | 26                         | - BPI: 6× Платиновый - ARIA: 9× Платиновый - BEA: 2× Платиновый - BVMI: 2× Платиновый - MC: 3× Платиновый - RIAA: 4× Платиновый - RMNZ: 5× Платиновый - SNEP: Бриллиантовый | 96 Months и Dua Lipa: Complete Edition     |
| 2018 | «Promises» (совместно с Сэмом Смитом)                                         | 1                          | 4                          | 1                          | 15                         | 2                          | 2                          | 1                          | 2                          | 7                          | 65                         | - BPI: 3× Платиновый - ARIA: 6× Платиновый - BEA: Платиновый - BVMI: Платиновый - MC: Платиновый - RIAA: Платиновый - RMNZ: 3× Платиновый - SNEP: Бриллиантовый             | 96 Months и Love Goes                      |
| 2019 | «I Found You» (совместно с Бенни Бланко)                                      | 29                         | 54                         | —                          | 95                         | —                          | —                          | 24                         | —                          | —                          | —                          | - BPI: Серебряный - RMNZ: Платиновый | Friends Keep Secrets                       |
| 2019 | «Giant» (совместно с Rag’n’Bone Man)                                          | 2                          | 19                         | 1                          | 29                         | 6                          | 6                          | 3                          | 4                          | 21                         | —                          | - BPI: 3× Платиновый - ARIA: 3× Платиновый - BEA: Платиновый - BVMI: Платиновый - MC: 2× Платиновый - RIAA: Золотой - RMNZ: 2× Платиновый - SNEP: Бриллиантовый             | 96 Months                                  |
| 2019 | «I'm Not Alone 2019»                                                          | 66                         | —                          | —                          | —                          | —                          | —                          | 69                         | —                          | —                          | —                          | - BPI: Серебряный | 96 Months                                  |
| 2020 | «Over Now»(совместно с The Weeknd)                                            | 33                         | 17                         | —                          | 22                         | 124                        | 92                         | 26                         | 83                         | 38                         | 38                         | - ARIA: Золотой | Вне альбомный сингл                        |
| 2021 | «By Your Side»(совместно с Том Греннан)                                       | 9                          | —                          | 23                         | 65                         | 90                         | 75                         | 8                          | 8                          | —                          | —                          | - BPI: Платиновый - ARIA: Золотой - BEA: Золотой - MC: Золотой - NVPI: Золотой - RMNZ: Золотой - SNEP: Золотой                                                              | 96 Months и Evering Road (Special Edition) |
| 2022 | «Potion»(совместно с Дуа Липой и Young Thug)                                  | 16                         | 32                         | —                          | 31                         | 99                         | 85                         | 9                          | 38                         | 35                         | 71                         | - BPI: Серебряный - ARIA: Золотой - MC: Золотой - RIAA: Золотой - RMNZ: Золотой                                                                                             | Funk Wav Bounces Vol. 2                    |
| 2022 | «New Money»(совместно с 21 Savage)                                            | —                          | —                          | —                          | —                          | —                          | —                          | —                          | —                          | —                          | —                          | | Funk Wav Bounces Vol. 2                    |
| 2022 | «Stay with Me»(совместно с Джастином Тимберлейком, Холзи и Фарреллом Уильямс) | 10                         | 78                         | 28                         | 51                         | —                          | —                          | 15                         | 16                         | —                          | —                          | - BPI: Серебряный - ARIA: Золотой | Funk Wav Bounces Vol. 2                    |
| 2022 | «New to You»(совместно с Нормани, Тинаше и Offset)                            | —                          | —                          | —                          | —                          | —                          | —                          | —                          | —                          | —                          | —                          | | Funk Wav Bounces Vol. 2                    |
| 2023 | «Miracle»(совместно с Элли Голдинг)                                           | 1                          | 13                         | 3                          | 71                         | 20                         | 43                         | 1                          | 2                          | 37                         | —                          | - BPI: 2× Платиновый - ARIA: 2× Платиновый - BEA: Платиновый - SNEP: Платиновый - RIAA: Золотой - RMNZ: Платиновый                                                          | 96 Months                                  |
| 2023 | «Desire»(совместно с Сэмом Смитом)                                            | 6                          | 84                         | 7                          | 12                         | 28                         | 78                         | 7                          | 6                          | —                          | —                          | - BPI: Платиновый - ARIA: Золотой - BEA: Золотой - RMNZ: Золотой - SNEP: Золотой                                                                                            | 96 Months                                  |
| 2023 | «Body Moving»(совместно с Елиза Роуз)                                         | 34                         | —                          | —                          | —                          | —                          | —                          | 58                         | —                          | —                          | —                          | - BPI: Серебряный | 96 Months                                  |
| 2024 | «Lovers in a Past Life»(совместно с Rag'n'Bone Man)                           | 13                         | —                          | 30                         | —                          | —                          | —                          | 30                         | 27                         | —                          | —                          | - BPI: Серебряный | 96 Months                                  |
| 2024 | «Free»(совместно с Элли Голдинг)                                              | 35                         | —                          | —                          | —                          | —                          | —                          | 60                         | —                          | —                          | —                          | - BPI: Серебряный | 96 Months                                  |
| 2025 | «Smoke the Pain Away»                                                         | 46                         | —                          | 17                         | —                          | —                          | —                          | 73                         | —                          | —                          | —                          | | Будет объявлен позже                       |
| 2025 | «Blessings»                                                                   | 3                          | 61                         | 4                          | 81                         | 110                        | 24                         | 5                          | 2                          | —                          | —                          | - BPI: Серебряный | Будет объявлен позже                       |

### Приглашённый артист
| Год  | Название                                                               | Наивысшие позиции в чартах | Наивысшие позиции в чартах | Наивысшие позиции в чартах | Наивысшие позиции в чартах | Наивысшие позиции в чартах | Наивысшие позиции в чартах | Наивысшие позиции в чартах | Наивысшие позиции в чартах | Наивысшие позиции в чартах | Наивысшие позиции в чартах | Сертификации | Альбом          |
| Год  | Название                                                               | UK                         | AUS                        | BEL (FL)                   | CA                         | FR                         | GER                        | IRE                        | NLD                        | NZ                         | US                         | Сертификации | Альбом          |
| ---- | ---------------------------------------------------------------------- | -------------------------- | -------------------------- | -------------------------- | -------------------------- | -------------------------- | -------------------------- | -------------------------- | -------------------------- | -------------------------- | -------------------------- | --- | --------------- |
| 2008 | «Dance wiv Me» (Диззи Раскал при участии Кельвина Харриса и Chrome)    | 1                          | 13                         | 40                         | —                          | —                          | 48                         | 5                          | —                          | —                          | —                          | - BPI: 3× Platinum - ARIA: Platinum - RMNZ: 2× Platinum                                                                        | Tongue n' Cheek |
| 2011 | «We Found Love» (Рианна при участии Кельвина Харриса)                  | 1                          | 2                          | 3                          | 1                          | 1                          | 1                          | 1                          | 3                          | 1                          | 1                          | - BPI: 5× Платиновый - ARIA: 8× Платиновый - BEA: Платиновый - BVMI: 3× Платиновый - RIAA: Бриллиантовый - RMNZ: 6× Платиновый | Talk That Talk  |
| 2011 | «Off the Record» (Тинчи Страйдер при участии Кельвина Харриса и Burns) | 24                         | —                          | —                          | —                          | —                          | —                          | —                          | —                          | —                          | —                          | — | Без альбома     |

## Видеоклипы
| Год  | Название                                                                       | Режиссёр                     | Примечание |
| ---- | ------------------------------------------------------------------------------ | ---------------------------- | ---------- |
| 2007 | «Acceptable in the 80s»                                                        | Woof Wan-Bau                 | [ 53 ]     |
| 2007 | «The Girls»                                                                    | Ким Гериг                    | [ 54 ]     |
| 2007 | «Merrymaking at My Place»                                                      | Кинга Бурза                  | [ 55 ]     |
| 2008 | «Dance wiv Me» (Диззи Раскал при участии Кельвина Харриса & Chrome)            | Марк Энтони Галуццо          | [ 56 ]     |
| 2009 | «I’m Not Alone»                                                                | Кристиан Холм-Глэд           | [ 57 ]     |
| 2009 | «Ready for the Weekend»                                                        | Ben Ib                       | [ 58 ]     |
| 2009 | «Flashback»                                                                    | Винс Хейкок                  | [ 59 ]     |
| 2010 | «You Used to Hold Me»                                                          | Дэн Хеншоу и Джулиан Флетчер | [ 60 ]     |
| 2011 | «Awooga»                                                                       | Неизвестно                   | [ 61 ]     |
| 2011 | «Bounce» (при участии Келис)                                                   | Винс Хейкок и AG Rojas       | [ 62 ]     |
| 2011 | «Feel So Close»                                                                | Винс Хейкок                  | [ 63 ]     |
| 2011 | «Off the Record»                                                               | Люк Монаган и Джеймс Барбер  | [ 64 ]     |
| 2011 | «We Found Love» (Рианна при участии Кельвина Харриса)                          | Мелина Мацукас               | [ 65 ]     |
| 2012 | «Let’s Go» (при участии Ни-Йо)                                                 | Винс Хейкок                  | [ 66 ]     |
| 2012 | «We’ll Be Coming Back» (при участии Example)                                   | Саман Кешаварц               | [ 67 ]     |
| 2012 | «Sweet Nothing» (при участии Флоренс Уэлч)                                     | Винс Хейкок                  | [ 68 ]     |
| 2012 | «Drinking from the Bottle» (при участии Тайни Темпа)                           | Винс Хейкок и AG Rojas       | [ 69 ]     |
| 2013 | «I Need Your Love» (при участии Элли Голдинг)                                  | Эмиль Нава                   | [ 70 ]     |
| 2013 | «Thinking About You» (при участии Айи Морар)                                   | Винс Хейкок                  | [ 71 ]     |
| 2013 | «Under Control» (совместно с Алессо при участии Hurts)                         | Эмиль Нава                   | [ 72 ]     |
| 2013 | «Summer»                                                                       | Эмиль Нава                   | [ 73 ]     |
| 2014 | «Blame» (при участии Джона Ньюмена)                                            | Эмиль Нава                   | [ 74 ]     |
| 2014 | «Slow Acid»                                                                    | Эмиль Нава                   | [ 75 ]     |
| 2014 | «Open Wide» (при участии Big Sean)                                             | Эмиль Нава                   | [ 76 ]     |
| 2014 | «Burnin» (совместно с R3hab)                                                   | Неизвестно                   | [ 77 ]     |
| 2014 | «Outside» (при участии Элли Голдинг)                                           | Эмиль Нава                   | [ 78 ]     |
| 2015 | «Pray to God» (при участии Haim)                                               | Эмиль Нава                   | [ 79 ]     |
| 2015 | «How Deep Is Your Love» (совместно с Disciples)                                | Эмиль Нава                   | [ 80 ]     |
| 2016 | «This Is What You Came For» (при участии Рианны)                               | Эмиль Нава                   | [ 81 ]     |
| 2016 | «Hype» (совместно с Диззи Раскалом)                                            | Эмиль Нава                   | [ 82 ]     |
| 2016 | «My Way»                                                                       | Эмиль Нава                   | [ 83 ]     |
| 2017 | «Feels» (при участии Фаррелла Уильямса, Кэти Перри и Big Sean)                 | Эмиль Нава                   | [ 84 ]     |
| 2017 | «Feels» (вторая версия) (при участии Фаррелла Уильямса, Кэти Перри и Big Sean) | Эмиль Нава                   | [ 85 ]     |
| 2017 | «Hard to Love» (при участии Джесси Рейез)                                      | Филип Харрис                 | [ 86 ]     |
| 2017 | «Faking It» (при участии Кейлани и Lil Yachty)                                 | Эмиль Нава                   | [ 87 ]     |
| 2018 | «Nuh Ready Nuh Ready» (при участии PartyNextDoor)                              | Эмиль Нава                   | [ 88 ]     |
| 2018 | «One Kiss» (совместно Дуа Липой)                                               | Эмиль Нава                   | [ 89 ]     |